# Amazon Mechanical Turk
Amazon Mechanical Turk (MTurk) є краудсорсингговим Інтернет-майданчиком, який дозволяє фізичним особам і підприємцям (відомими як Заявники (Requesters)) координувати використання людського розуму для виконання завдань, які комп'ютери в даний час не в змозі зробити. Це один із сайтів Amazon Web Services. Роботодавці можуть розміщувати задачі, відомі як HIT'и (Human Intelligence Tasks), такі як вибір найкращої з декількох фотографій, додавання опису продукту або виявляння виконавців на музичних компакт-дисках. Працівники (так звані Providers в Правилах надання послуг в Mechanical Turk, або, в більш розмовно, Турки (Turkers)) можуть згодом переглядати існуючі задачі і завершати їх за встановленою роботодавцем грошовою виплатою. Щоб розмістити задачі, програми використовують прикладний програмний інтерфейс (API), або більш обмежений в функціоналі, порівняно з прикладним програмним інтерфейсом, MTurk Requester сайт. Роботодавцями можуть бути тільки ті особи, які базуються в США.

## Огляд
Назва Mechanical Turk (у перекладі з англ. — Механічний Турок) походить від шахового автомата 18-го століття «Турок», 18-го століття, який був зроблений Вольфганг фон Кемпеленом. Він гастролював Європою, перемігши Наполеона Бонапарта і Бенджаміна Франкліна. Пізніше з'ясувалося, що ця «машина» не автомат, а являла собою майстра з шахів, прихованого в спеціальному відсіку для керування своїми діями. Точно так само вебслужба Mechanical Turk дозволяє людям допомагати машинам сьогодення виконувати завдання, для яких вони не підходять.
Працівники самі планують свій робочий час і не зобов'язані приймати будь-яку роботу, яку вони не хочуть робити. Працівники виступають підрядниками, а не співробітниками, тому не повинні заповнювати відповідні форми, сплачувати податки на заробітну плату, і вони уникають законів, які стосуються мінімального розміру оплати праці, понаднормових годин і компенсацій працівникам. Хоча працівники повинні звітувати про свої доходи як дохід від самозайнятості. Середня заробітна плата для декількох мікрозадач для працівника, якщо вони зроблені швидко, близько одного долара на годину. Кожне завдання оплачується в середньому кількома центами.
Заявники можуть попросити пройти Працівників кваліфікацію, перш ніж виконувати задачу, і вони можуть створити тест для перевірки цієї кваліфікації. Вони можуть також прийняти або відхилити результат, відправлений працівником, який відбивається на репутації працівника. Робітники можуть мати поштову адресу в будь-якій точці світу. Оплата за виконання задач може бути використана на Amazon у вигляді подарункового сертифіката (подарункові сертифікати — єдиний варіант оплати, який доступний для іноземних працівників, окрім Індії) або згодом може бути переданим на банківський рахунок працівника у США. Заявники платять Amazon 10% комісійних від ціни успішно завершених задач.
За даними опитування, проведеного в 2008 році через один MTurk HIT, Працівники в основному розташовані в Сполучених Штатах.
Той же автор провів друге дослідження в 2010 році (після введення готівкових платежів для індійських робітників), даючи нові та оновлені результати на демографію працівників. Нині він запустив вебсайт, який показує демографічні дані Працівників і ці дані оновлюються щогодини. Він показує, що приблизно 80% працівників перебувають у Сполучених Штатах і 20% знаходяться в інших країнах світу, при цьому більшість з них в Індії.
Більш недавнє дослідження повідомляє демографію більш ніж 30 000 Працівників з 75 досліджень, які були проведені з 2013 року.

## Опис

### Користувачі
Користувач сервісу Mechanical Turk може виступати або Працівником («Worker») або Заявником («Requester»).
Працівники мають доступ до панелі керування, яка показує три вкладки: загальний заробіток, стан виконання створеної задачі і перегляд усіх створених задач.
- Загальні заробітки: відображає загальний дохід, який працівник отримав від реалізації завдань людського інтелекту, здобутки у вигляді можливого бонусу і суму цих двох показників.
- Стан задачі: відображає список щоденних активностей і щоденний дохід, поряд з числом відвідувань, які були підтвердженні для виконання задачі, перевірені, відхилені або ті, які цього чекають.
- Загальна інформація про задачу (Total HIT): відображає інформацію про задачу, яка були прийнята до виконання або перебуває у процесі (у тому числі відсоток успішних виконаних завдань, які відбулися, повернутих або скасованих і відсоток задач, які були підтверджені, відхилені очікують виконання).

Роботодавці (компанії або незалежні розробники, яким потрібні виконані задачі) можуть використовувати Amazon Mechanical Turk API для програмної інтеграції результатів цієї роботи безпосередньо в своїх бізнес-процесах і системах. Коли роботодавці створили свою задачу, вони повинні вказати
- скільки вони платять за виконання кожної задачі,
- скільки Працівників їм потрібно для кожної задачі,
- максимальний час для виконання однієї задачі Працівником,
- скільки часу надається Працівникам для виконання роботи, а також конкретні деталі про задачу, яка повинна бути вирішена Працівником.